# Diane Adélaïde de Mailly
Diane Adélaïde de Mailly (11. února 1713 – 3. listopadu 1769) byla třetí z pěti známých sester de Nesle, z nichž čtyři se staly milenkami francouzského krále Ludvíka XV. Diana byla jeho milenkou v letech 1742 až 1745.

## Dětství, rodina a manželství
Diane Adélaïde se narodila jako třetí dcera Louise de Mailly, markýze de Nesle et de Mailly, knížete d'Orange (1689–1767), a Armande Félice de La Porte Mazarin (1691–1729). Rodiče se vzali v roce 1709. Dianina matka byla dcerou Paula Julese de La Porte, vévody Mazarin et de La Meilleraye (1666–1731), syna slavné dobrodružky Hortensie Mancini, neteře kardinála Mazarina. Diane Adélaïde měla čtyři sestry:
- Louise Julie de Mailly, Mademoiselle de Mailly, comtesse de Mailly (1710–1751),
- Pauline Félicité de Mailly, Mademoiselle de Nesle, marquise de Vintimille (1712–1741),
- Hortense Félicité de Mailly, Mademoiselle de Chalon, marquise de Flavacourt (1715–1763),
- Marie Anne de Mailly, Mademoiselle de Monchy, marquise de La Tournelle, duchesse de Châteauroux (1717–1744).

Jen jedna ze sester de Nesle se nestala milenkou Ludvíka XV., a to markýza de Flavacourt. Jako první zaujala krále Louise Julie, poté Pauline Félicité, ale pouze Marie Anna, nejmladší ze sester, dokázala králem manipulovat a získat také politický vliv.
Diane Adélaïde měla také mladší nevlastní sestru Henriettu Bourbonskou (1725–1780), Mademoiselle de Verneuil, z matčina vztahu s vévodou de Bourbon-Condé, v letech 1723 až 1726 hlavního ministra Ludvíka XV.
V mládí byla Diane Adélaïde známá jako Mademoiselle de Montcavrel. 19. ledna 1742 se podruhé provdala za Louise de Brancas, vévodu de Lauraguais a francouzského paira de Villars (1714–1793). Madame de Lauraguais prý o svém muži řekla, že "můj manžel mě tolik podvádí, že si ani nemohu být jista, že jsem matkou svých dětí".
V roce 1744 byla ustanovena dvorní dámou (dame d'atours) budoucí manželky korunního prince (dauphine).

## Sestry de Mailly, milenky Ludvíka XV.
V roce 1732 Dianina starší sestra Louise Julie zaujala francouzského krále Ludvíka XV. a stala se jeho milenkou. V roce 1738 získala titul maîtresse-en-titre. Louise Julie nevyužívala svého postavení k vlastnímu obohacení ani k získání politického vlivu. V roce 1739 jejich sestra Pauline Félicité požádala Louisu Julii o pozvání ke dvoru a když přijela, svedla krále a stala se jeho milenkou. V roce 1741 však zemřela.
V roce 1742 se jejich nejmladší sestra Marie Anne stala pomocí vévody de Richelieu královou oficiální milenkou a Louise Julie byla nucena opustit dvůr i svůj post dvorní dámy královny Marie Leszczyńské. Během války sester o královu lásku mezi Louisou Julií a Marií Annou stranila Diane Adélaïde Marii Anně.
Marie Anne žádala o oficiální pozici u dvora a titul vévodkyně, spolu se stálým příjmem, který by jí umožnil zachovat si důstojnost a chránit se před bankrotem. Všechny požadavky byly okamžitě splněny. Marie Anne de La Tournelle se stala královninou dvorní dámou; byly vydány patentové listy, které z ní učinily vévodkyni z Châteauroux a byl jí přidělen příjem 80 000 livrů ročně.
Marie Anne uspořádala své sestře Dianě svatbu s vévodou z Lauragais, zajistila jí věno a post dvorní dámy budoucí nevěsty korunního prince. Jako králova milenka byla Marie Anne hostitelkou v králových soukromých apartmánech, kde je známo, že poskytovala zábavu a veselí a přisvojila si zvyk používat přezdívky: ona sama byla známá jako "princezna", její sestra de Flavacourt jako "slepice" a sestra Diane Adélaïde de Lauraguais jako "ulice zlých slov". Diane Adélaïde říkala, že je zábavná a jednou pobavila krále tím, že vymýšlela přezdívky také pro své hosty, jistého d'Argensona nazvala "cumlajícím teletem", pana de Florentin "cumlajícím prasetem", pana de Maurepas "předoucí kočkou" a kardinála de Tencin "pštrosem".

### Válka o rakouské dědictví
Na příkaz vévody de Richelieu, jehož ovládala madame de Tencin, nabádala Marie Anne krále, aby během války o rakouské dědictví v roce 1744 vytvořil spojenectví s Fridrichem II. Pruským, osobně se zúčastnil boje a navštívil bojiště. Navštívila Ludvíka XV., když byl s armádou v Dunkerku a znovu v Metách. Když navštívila Marie Anne krále ve městě Mety, doprovázela ji Diane Adélaïde. Marie Anne svou jednoduchou sestru nepovažovala za rivalku. Povídalo se, že jedna z metod Marie Anny, jak si udržet králův zájem, spočívala v tom, že mu pravidelně nabízela ménage à trois se svou sestrou Diane Adélaïde de Lauraguais. Zda skutečně začala Diane takto spávat s králem, je sporné. Nicméně návštěvy obou sester u krále vedly k celonárodnímu skandálu. Během nechvalně proslulých návštěv obou sester ve městě Mety král náhle 8. srpna 1744 těžce onemocněl. O svůj život se strachující Ludvík XV. se chtěl zbavit cizoložství a milenek a prosil svou manželku o odpuštění. Královna byla povolána do města Mety a Marie Anne a Diane Adélaïde odjely. Při zpáteční cestě do Paříže byly sestry ohroženy davy, které jim vyhrožovaly lynčováním a jejich kočár napadly kameny.
Ludvík XV. se uzdravil a po návratu z bojiště vjel triumfálně do Paříže. Marie Anne jej 14. listopadu tajně navštívila a 25. listopadu byl ministr Maurepas povinen přijmout Marii Annu ve Versailles, kde se znovu stala královskou milenkou. Její návrat ke dvoru byl popisován jako triumf, zároveň však vyvstaly obavy, že se bude Marie Anne chtít pomstít svým nepřátelům. Nicméně, sotva přišla zpět ke dvoru, zhoršilo se prudce její zdraví. Marie Anne de La Tournelle zemřela 8. prosince 1744, na svém smrtelném loži byla přesvědčena, že ji někdo otrávil. Pohřbena byla rychle a bez obřadu v kostele St Sulpice v Paříži 13. prosince 1744.
Po její smrti se král Ludvík XV. po krátký čas utěšoval s její sestrou, Diane Adélaïde de Lauraguais. V roce 1745 měl však již novou milenku, kterou se stala Madame de Pompadour.